# Једна угашена звезда
Научно-фантастични роман Лазара Комарчића објављен 1902. године у издању Штампарије Д. Димитријевића из Београду. Факсимилни репринт романа издало је Друштво љубитеља фантастике Лазар Комарчић 2006. године. Посвећен је успомени на Милана Гарашанина.
Роман је писан у првом лицу и описује путовање главног јунака кроз васиону, на које га, после једног предавања о астрономији којем је присуствовао, из полусна поведе Лапласов дух. Путници кроз васиону се најпре краће задржавају на месецу, а затим на звезди Мизар, и коначно на имагинарној планети Аруџа-Дари у сунчевом систему Амадураме. Роман има значајну едукативну компоненту, јер Лапласов дух током овог путовања детаљно подучава главног јунака о васиони, сазвежђима, небеским телима, њиховом настанку и нестанку, уз велики број података везаних за удаљеност и величину најпознатијих сазвежђа и небеских тела. Лапласов дух се осврће и на основне елементе Дарвинове теорије еволуције, и главном јунаку објашњава настанак и развој живог света на планетама. На планети Аруџа-Дари, на којој се највише задржавају, путници кроз свемир наилазе на остатке једне технолошки високо развијене али изумрле цивилизације. Између осталог, та цивилизација остварила је потпуну контролу над микроклиматским условима, користила соларну енергију и примењивала технику у архитектури које савременог читаоца подсећа на холограмску. Путницима се ту придрижује још један дух, царског билиотекара, који између осталог говори о високој етичности припадника ове цивилизације на врхунцу њеног развоја. Комарчић се ток приликом, кроз уста Лапласовог духа, осврће на тадашње прилике на Земљи, критикујући "злобу, пакост, ненавист, прохтев за осветом, и неку врсту животињства" који још увек преовлађују. На крају романа, главни јунак се буди у свом кревету, и пита се да ли је његово путовање било само сан.